# Jambon cru du Valais
Le jambon cru du Valais est une spécialité du canton du Valais en Suisse, qui a obtenu le label d'indication géographique protégée suisse en mai 2015.